# Gapuy
Gapuy is een bestuurslaag in het regentschap Aceh Besar van de provincie Atjeh, Indonesië. Gapuy telt 167 inwoners (volkstelling 2010).